# 1. Skaterhockey-Liga 1995
Die Saison 1995 ist die erste und einzige Spielzeit der höchsten Spielklasse unter dem Namen 1. Skaterhockey-Liga (1. SHL), in der zum zehnten Mal ein Deutscher Meister ermittelt wird. Erstmals wird der Titelträger in Form von Play-offs ermittelt. Ausrichter ist die Fachsparte Skaterhockey (FSH) im Deutschen Rollsport-Bund. Deutscher Meister wurden zum siebten Mal die Düsseldorf Rams durch einen Sieg im Play-off-Finale gegen die Bullskater Düsseldorf. Zur Saison 1996 wird die Inline-Skaterhockey-Bundesliga eingeführt.

## Teilnehmer
| Klub                  | Standort   | Vorjahr             |
| --------------------- | ---------- | ------------------- |
| HC Köln-West          | Köln       | 5.                  |
| Kölner SC Hawks       | Köln       | 4.                  |
| SU Coeln              | Köln       | 2. der Regionalliga |
| Bullskater Düsseldorf | Düsseldorf | 2.                  |
| Düsseldorf Rams       | Düsseldorf | Deutscher Meister   |
| Crash Eagles Kaarst   | Kaarst     | 3.                  |
| RSC Aachen            | Aachen     | 7.                  |
| Crefelder SC          | Krefeld    | 6.                  |
| SU Augsburg           | Augsburg   | 1. der Regionalliga |

## Modus
Die 1. Skaterhockey-Liga geht mit neun Mannschaften an den Start. Jede Mannschaft trifft in Hin- und Rückspiel auf jede andere Mannschaft. Für einen Sieg gibt es zwei Punkte, für ein Unentschieden einen Punkt. Bei Punktgleichheit zum Ende der Hauptrunde entscheidet der direkte Vergleich über die Rangfolge. Die ersten vier Mannschaften erreichen die Play-offs. Der Sieger der Play-offs ist Deutscher Meister.
Wegen der Gründung der Bundesliga zur Saison 1996 wurde der sportliche Auf- und Abstieg ausgesetzt.

## Tabelle
|    | Mannschaft            | Sp | Tore    | +/-  | P     |
| -- | --------------------- | -- | ------- | ---- | ----- |
| 1. | Düsseldorf Rams       | 16 | 172:067 | +105 | 29:03 |
| 2. | Bullskater Düsseldorf | 16 | 168:082 | +086 | 24:08 |
| 3. | Crash Eagles Kaarst   | 16 | 127:055 | +072 | 23:09 |
| 4. | Crefelder SC          | 16 | 104:152 | −048 | 18:14 |
| 5. | HC Köln-West          | 16 | 116:106 | +010 | 17:15 |
| 6. | SU Augsburg           | 16 | 076:093 | −017 | 15:17 |
| 7. | SU Coeln              | 16 | 073:123 | −050 | 11:21 |
| 8. | Kölner SC Hawks       | 16 | 073:107 | −034 | 07:25 |
| 9. | RSC Aachen            | 16 | 049:173 | −124 | 00:32 |

## Play-offs
(Modus Best-of-Three)

### Play-off-Baum
|  | Halbfinale | Halbfinale            | Halbfinale |  |  | Finale | Finale                | Finale |
|  |            |                       |            |  |  |        |                       |        |
|  |            |                       |            |  |  |        |                       |        |
|  | 1          | Düsseldorf Rams       | 2          |  |  |        |                       |        |
|  | 4          | Crefelder SC          | 0          |  |  |        |                       |        |
|  |            |                       |            |  |  | 1      | Düsseldorf Rams       | 2      |
|  |            |                       |            |  |  | 2      | Bullskater Düsseldorf | 0      |
|  | 2          | Bullskater Düsseldorf | 2          |  |  |        |                       |        |
|  | 3          | Crash Eagles Kaarst   | 0          |  |  |        |                       |        |
|  |            |                       |            |  |  |        |                       |        |

### Halbfinale
|                       |   |                     | Serie | 1    | 2    | 3 |
| --------------------- | - | ------------------- | ----- | ---- | ---- | - |
| Düsseldorf Rams       | – | Crefelder SC        | 2:0   | 18:2 | 14:2 | - |
| Bullskater Düsseldorf | – | Crash Eagles Kaarst | 2:0   | 4:1  | 8:5  | - |

### Finale
|                 |   |                       | Serie | 1   | 2   | 3 |
| --------------- | - | --------------------- | ----- | --- | --- | - |
| Düsseldorf Rams | – | Bullskater Düsseldorf | 2:0   | 8:3 | 8:3 | - |

## Gründung der Bundesliga und Teilnehmer
Wegen der Gründung der Bundesliga wurde der sportliche Auf- und Abstieg ausgesetzt. Alle Vereine konnten sich um die Aufnahme in die Bundesliga bewerben. Aus der 1. SHL wurden alle Vereine bis auf den RSC Aachen in die Bundesliga aufgenommen. Aus der 2. SHL kamen die Bochum Lakers (3.) und die Red Devils Berlin (7.) hinzu. Die neue Bundesliga geht damit mit den folgenden zehn Teams an den Start:
Düsseldorf Rams, Bullskater Düsseldorf, Crash Eagles Kaarst, Crefelder SC, HC Köln-West, SU Augsburg, SU Coeln, Kölner SC Hawks, Bochum Lakers, Red Devils Berlin.

## Pokalsieger
Im Endspiel um den Deutschen Inline-Skaterhockey-Pokal 1995 gewannen die Düsseldorf Rams am 10. Dezember 1995 gegen die Bullskater Düsseldorf in Köln mit 8:6.